# Clepsis devexa
Clepsis devexa es una especie de polilla del género Clepsis, categorizada en la tribu Archipini, de la subfamilia Tortricinae.

## Distribución
Se distribuye por Colombia.

## Taxonomía
Fue descrita por Meyrick en 1926 y publicada en (Tortrix), Exotic Microlepid. 3: 248.